# Die Mädchen der Madame
Die Mädchen der Madame ist ein deutscher Erotik- und Kriminalfilm von Günter Schlesinger aus dem Jahre 1969.

## Handlung
In einer Großstadt führt Edith K., genannt „Madame“, ihren Modesalon. Sie plant, das kommende Wochenende mit einer Freundin und ihren Mannequins in der eigenen Villa auf dem Lande zu verbringen, um sich dort bei gutem Essen ganz den lesbischen Neigungen hingeben zu können. Doch die Dinge gestalten sich vollkommen anders als geplant. Zur selben Zeit brechen nämlich vier hartgesottene Zuchthäusler aus dem nicht weit gelegenen Gefängnis aus, und ihr Fluchtweg führt in der Nacht direkt in die Villa, zu den Mädchen der Madame. Die Berufsverbrecher wollten sich hier eigentlich nur verstecken…
Doch sie zeigen gegenüber der Damenwelt reichlich schlechte Manieren und wollen sich die Mädels, ohne groß zu fragen, selbst zu Gemüte führen und zwar mit Nachdruck und Gewalt. Doch „Madame“ hat schon einen Plan, wie sie sich schützend vor ihre Mannequins stellen kann und ergreift Gegenmaßnahmen. Schließlich werden die ersten Frauen vergewaltigt, doch Madame kann die schweren Jungs schließlich mit Schlaftabletten schachmatt setzen. Als die Schurken wieder erwachen, hat sich Madame in ein enges Sado-Maso-Lederoutfit gezwängt und beginnt die Typen mit der Peitsche zu züchtigen, bis sie bluten.

## Veröffentlichung
Der Film Die Mädchen der Madame wurde von der Günter Schlesinger Filmproduktion (Berlin) produziert und am 15. August 1969 uraufgeführt. Später wurde er unter dem Titel Teenager in heißen Betten auf Video veröffentlicht.
Veröffentlicht wurde der Film auch in Frankreich unter dem Titel Madame et ses filles, in Griechenland unter dem Titel Ta koritsia tis villas, in den Niederlanden unter dem Titel Madame en Haar Meisjes und in Japan unter dem Titel 襲われた女たち.

## Kritik
Das Lexikon des internationalen Films nannte diesen Film ein „ebenso grobes wie zynisches Abfallprodukt der 60er-Jahre-Sexwelle.“